# Mięsień grzebieniowy

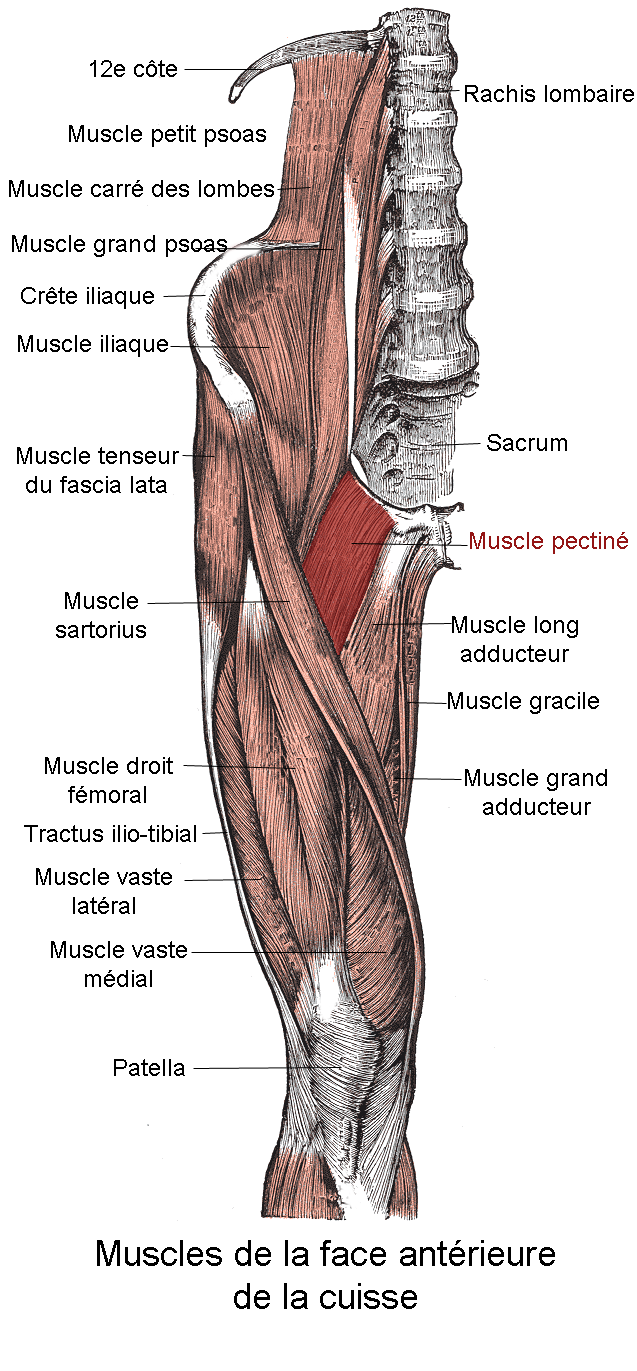
Mięsień grzebieniowy (oznaczony na czerwono)

Mięsień grzebieniowy (łac. musculus pectineus), dawniej mięsień łonowy – w anatomii człowieka płaski, czworoboczny mięsień należący do grupy przyśrodkowej (przedziału przyśrodkowego) mięśni uda, tworzący część dna trójkąta udowego.  Rozpoczyna się wzdłuż grzebienia kości łonowej, na guzku łonowym i na więzadle łonowym górnym, kończąc się na kresie grzebieniowej kości udowej, poniżej krętarza mniejszego. Unaczyniony jest przez tętnicę okalającą udo przyśrodkową, tętnice sromowe zewnętrzne (gałęzie tętnicy udowej) i tętnicę zasłonową (gałąź tętnicy biodrowej wewnętrznej), a unerwiony przez nerw udowy (L2–3), nieraz także przez gałąź przednią nerwu zasłonowego. Mięsień ten przywodzi, zgina, obraca na zewnątrz udo.